# James Waddell Alexander II
Pour les articles homonymes, voir Alexander.
James Waddell Alexander II (1888-1971) est un mathématicien topologue américain de l'entre-deux-guerres.
Il fait partie de l'influente école de Princeton en topologie, avec Oswald Veblen, Solomon Lefschetz, et d'autres. Il fut l'un des premiers membres de l'Institute for Advanced Study (1933-1951), et aussi professeur à l'université de Princeton (1920-1951).

## Biographie
Alexander est issu, par sa mère, d'une ancienne et distinguée famille de Princeton. Il est le seul fils du portraitiste américain John White Alexander et d'Elizabeth Alexander. Son grand-père maternel, également nommé James Waddell Alexander, était le président de la société d'assurance-vie The Equitable (en). L'aisance financière et l'éducation d'Alexander lui permettent de côtoyer la haute société d'Amérique et d'ailleurs. En 1917, il épouse Natalia Levitzkaja, d'origine russe, et ils fréquentent régulièrement jusqu'en 1937 la région de Chamonix (en France), où ils pratiquent la randonnée et l'escalade.
Il est pionnier en topologie algébrique, créant les fondations à partir des idées d'Henri Poincaré sur l'homologie et l'approfondissant en fondant la cohomologie, qui s'est développée graduellement dans la décennie qui a suivi la définition qu'il a donnée du complexe de cochaînes. Pour ces travaux, il reçoit en 1928 le prix Bôcher. Il a aussi contribué aux débuts de la théorie des nœuds en inventant le polynôme d'Alexander d'un nœud, qui est en termes modernes un module obtenu via l'homologie d'un revêtement cyclique infini du complément du nœud. À partir de cet invariant, il définit le premier des invariants de nœuds.
Avec son étudiant de doctorat Garland Briggs (en), il donne également une description combinatoire de l'invariance d'un nœud basée sur certains mouvements, actuellement désignés mouvements de Reidemeister ; ainsi que des moyens de calculer le polynôme à partir d'un diagramme orienté du nœud.
Alexander est aussi un alpiniste réputé, ayant réussi plusieurs ascensions majeures, par exemple dans les Alpes suisses et dans les montagnes Rocheuses du Colorado. Une cheminée dans le parc national de Rocky Mountain porte son nom. Quand il était à Princeton, il aimait escalader les immeubles de l'université, et laissait toujours ouverte la fenêtre de son bureau de façon à pouvoir y passer pour entrer.
Vers la fin de sa vie, Alexander se mit à vivre en reclus. Sa réputation de socialiste et son importance ont attiré sur lui l'attention des Maccarthystes. L'atmosphère durant la période McCarthy l'a poussé dans un plus grand isolement encore. Il n'a plus été vu en public après 1954, quand il est apparu en public pour signer une lettre de soutien à Robert Oppenheimer.